# Liste der Biografien/Heini
Liste der Biografien |
Portal Biografien |
Personensuche
# |
A |
B |
C |
D |
E |
F |
G |
H |
I |
J |
K |
L |
M |
N |
O |
P |
Q |
R |
S |
T |
U |
V |
W |
X |
Y |
Z |
?
 
Ha |
Hd |
He |
Hi |
Hj |
Hk |
Hl |
Hm |
Hn |
Ho |
Hr |
Hs |
Ht |
Hu |
Hv |
Hw |
Hy
 
Hea |
Heb |
Hec |
Hed |
Hee |
Hef |
Heg |
Heh |
Hei |
Hej |
Hek |
Hel |
Hem |
Hen |
Heo |
Hep |
Heq |
Her |
Hes |
Het |
Heu |
Hev |
Hew |
Hex |
Hey |
Hez
 
Heia |
Heib |
Heic |
Heid |
Heie |
Heif |
Heig |
Heij |
Heik |
Heil |
Heim |
Hein |
Heip |
Heir |
Heis |
Heit |
Heix |
Heiz
 
Heina |
Heinb |
Heinc |
Heind |
Heine |
Heinf |
Heing |
Heinh |
Heini |
Heink |
Heinl |
Heinm |
Heino |
Heinr |
Heins |
Heint |
Heiny |
Heinz
Die Liste der Biografien führt alle Personen auf, die in der deutschsprachigen Wikipedia einen Artikel haben. Dieses ist eine Teilliste mit 103 Einträgen von Personen, deren Namen mit den Buchstaben „Heini“ beginnt.

## Heini
- Heini, Anton (1930–2018), Schweizer Jurist
- Heini, Bruno (* 1960), Schweizer Schriftsteller, Musiker und Unternehmer
- Heini, Nicolas (* 1999), Schweizer Schauspieler

### Heinic
- Heinich, Christina (* 1949), deutsche Leichtathletin und Olympiamedaillengewinnerin
- Heinich, Walter (1876–1940), deutscher Ortschronist und Autor
- Heinichen, Carsten (* 1968), deutscher Basketballspieler
- Heinichen, Eberhard (1893–1962), deutscher Kapitän zur See der Kriegsmarine
- Heinichen, Franz Josef (1816–1892), deutscher Jurist, Obergerichts-Vizepräsident und Mitglied des Preußischen Abgeordnetenhauses
- Heinichen, Friedrich Adolf (1805–1877), deutscher Klassischer Philologe und Gymnasiallehrer
- Heinichen, Johann David (1683–1729), deutscher Komponist und Musiktheoretiker
- Heinichen, Otto-Raban (* 1932), deutscher Jurist und Diplomat
- Heinichen, Veit (* 1957), deutscher Krimiautor
- Heinichen, Wilhelm (1856–1911), deutscher Verwaltungsjurist
- Heinicke, Anna Catharina Elisabeth (1757–1840), deutsche Gehörlosenpädagogin
- Heinicke, Bianca (* 1993), deutsche InfluencerinBianca Heinicke (* 1993)

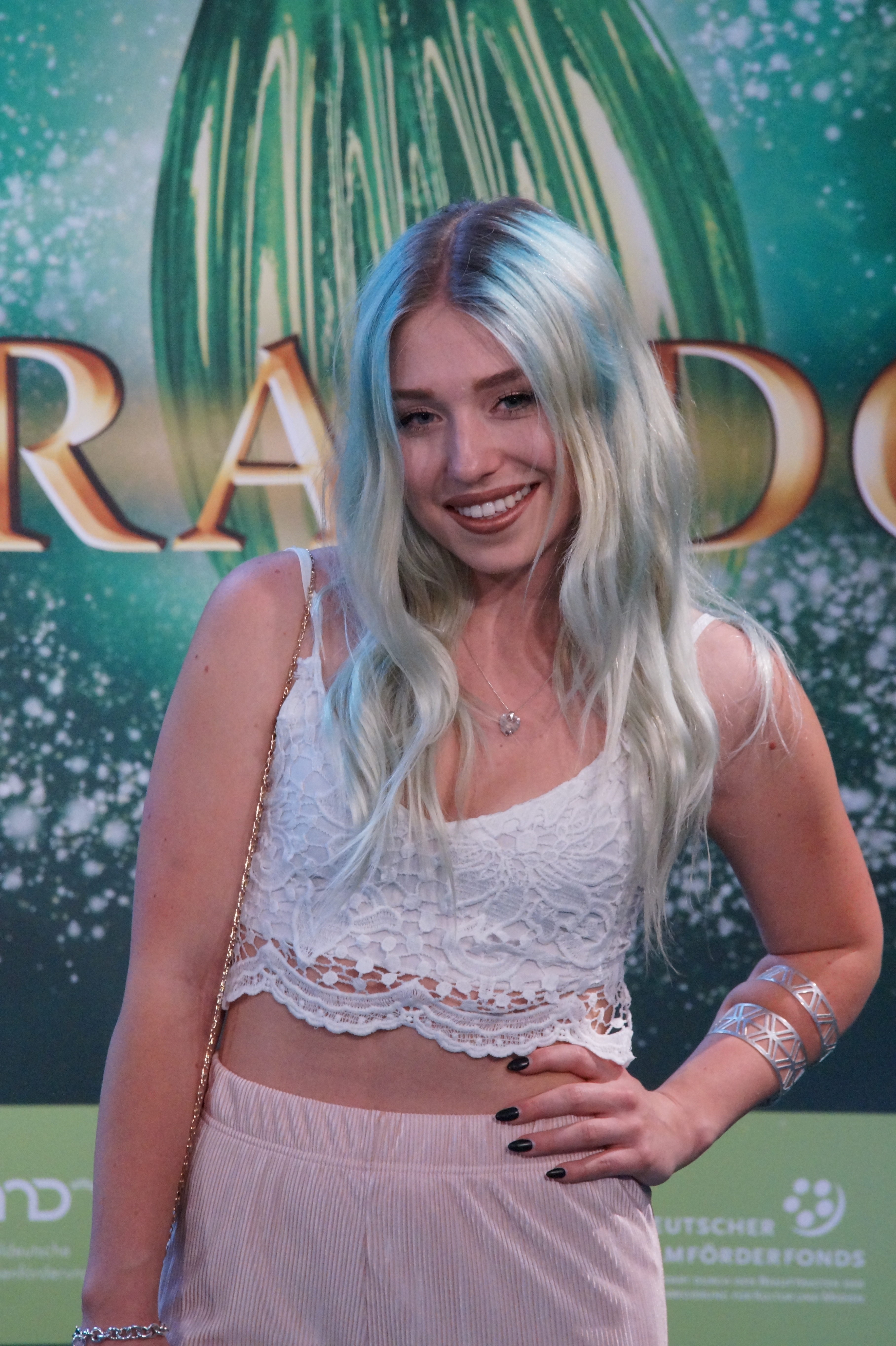
Bianca Heinicke (* 1993)

- Heinicke, Christian Gottfried († 1801), Fechtmeister
- Heinicke, Erika (* 1939), deutsche Eisschnellläuferin
- Heinicke, Friedrich (1892–1950), deutscher Wehrmachtsoffizier und Kommandant im Wehrmachtsgefängnis Torgau
- Heinicke, Herbert (1905–1988), deutscher Schachspieler
- Heinicke, Jana (* 1986), deutsche Autorin und Bühnenpoetin
- Heinicke, Julius (* 1979), deutscher Kulturwissenschaftler und Hochschullehrer
- Heinicke, Mathias (1873–1956), böhmischer Geigenbauer
- Heinicke, Matthew P. (* 1980), US-amerikanischer Herpetologe
- Heinicke, Michael (* 1950), deutscher Opernregisseur
- Heinicke, Reinhold (* 1925), deutscher LDPD-Funktionär
- Heinicke, Samuel (1727–1790), deutscher PädagogeSamuel Heinicke (1727–1790)

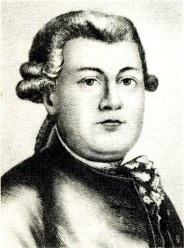
Samuel Heinicke (1727–1790)

- Heinicke, Taylor (* 1993), US-amerikanischer American-Football-Spieler
- Heinicke, Walter (1903–1951), deutscher Landwirt, Todesopfer des DDR-Grenzregimes vor dem Bau der Berliner Mauer
- Heinicke, Walter (1912–2005), deutscher Politiker (SED) und Sportfunktionär
- Heinicke, Werner (1932–2018), deutscher Eishockeyspieler
- Heinicke, Wilfried (1923–2004), deutscher Fachtierarzt und Hochschullehrer
- Heinicker, Eberhard (1941–2016), deutscher Gebrauchsgrafiker
- Heinicker, Ernst (1906–1950), deutscher SA-Führer und Lagerkommandant
- Heinicker, Lukas (* 1997), österreichischer Fußballspieler

### Heinig
- Heinig, Anke (* 1968), deutsche Tischtennisspielerin
- Heinig, Bebe, deutscher Fußballspieler
- Heinig, Cäcilie (1882–1951), deutsch-schwedische Übersetzerin
- Heinig, Hans Michael (* 1971), deutscher Jurist und Leiter des Kirchenrechtlichen Instituts der EKD
- Heinig, Ilja (1950–2022), deutscher Maler
- Heinig, Irma (* 1996), deutsche Filmtonmeisterin und Sounddesignerin
- Heinig, Kurt (1886–1956), deutscher Lithograph, Politiker (SPD), MdR und Journalist
- Heinig, Marcel (* 1981), deutscher Extremsportler
- Heinig, Marco (* 1982), deutscher Dokumentarfilmregisseur, Aktivist und Journalist
- Heinig, Martin (* 1958), deutscher Maler des Neo-Expressionismus
- Heinig, Otto (1898–1952), deutscher Politiker (KPD, SED), Widerstandskämpfer
- Heinig, Paul-Joachim (* 1950), deutscher Historiker
- Heinig, Peter (1924–1994), deutscher Künstler
- Heinig, Rolf (1924–2008), deutscher Pilot
- Heinig, Stefan (* 1962), deutscher Unternehmer
- Heinig, Wolfgang (* 1951), deutscher LeichtathletiktrainerWolfgang Heinig (* 1951)

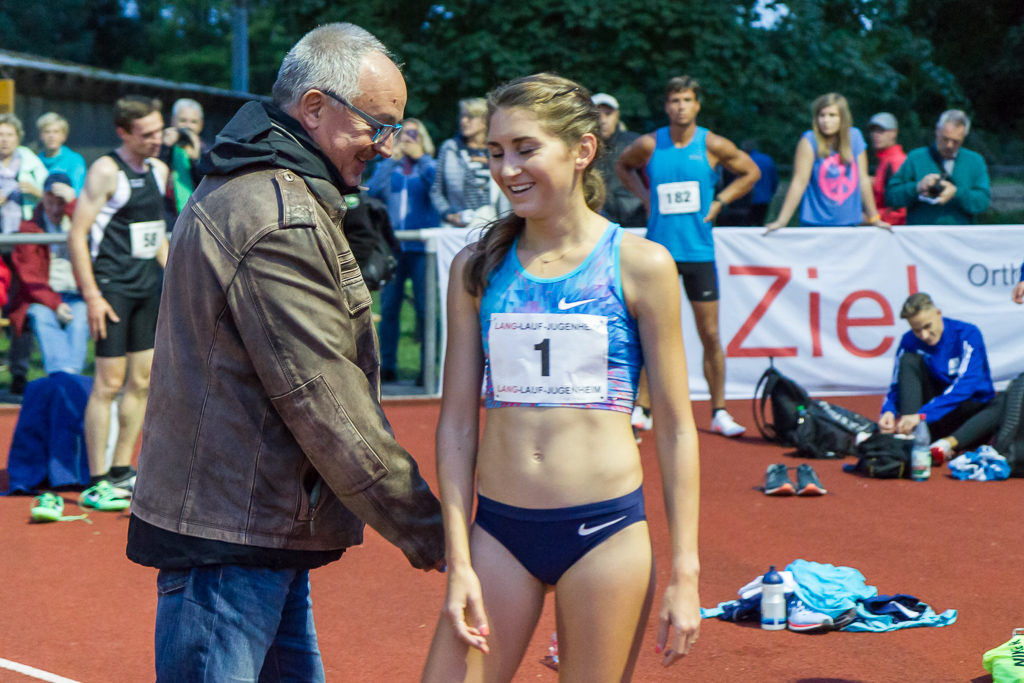
Wolfgang Heinig (* 1951)

- Heiniger, Andreas (* 1963), Schweizer Eishockeyspieler
- Heiniger, Christoph (* 1987), Schweizer Badmintonspieler
- Heiniger, Claude (* 1955), Schweizer Badmintonspieler
- Heiniger, Ernst A. (1909–1993), Schweizer Fotograf und Filmemacher
- Heiniger, Hans, Schweizer Fussballtrainer
- Heiniger, Johann Ulrich (1808–1892), Schweizer Stadtmissionar in Bern
- Heiniger, Markus (* 1954), Schweizer Historiker und Journalist
- Heiniger, Patrick (1950–2013), Schweizer Unternehmer
- Heiniger, Roland, Schweizer Badmintonspieler
- Heiniger, Stephan (* 1979), Schweizer Filmemacher
- Heiniger, Thomas (* 1957), Schweizer Politiker (FDP)
- Heiniger, Thomas (* 1990), Schweizer Badmintonspieler
- Heiniger, Tinu (* 1946), Schweizer LiedermacherTinu Heiniger (* 1946)

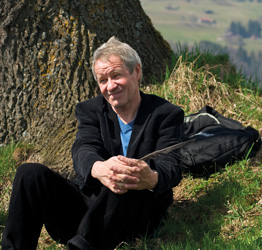
Tinu Heiniger (* 1946)

- Heiniger, Ueli (* 1944), Schweizer Fernsehjournalist und -moderator
- Heiniger, Wolfgang (* 1964), Schweizer Komponist und Hochschullehrer

### Heinik
- Heinikainen, Jukka (* 1972), finnischer Bahn- und Straßenradrennfahrer
- Heinikel, Rosemarie (1946–2023), deutsche Schauspielerin, Sängerin und Autorin

### Heinim
- Heinimann, Charlotte (* 1956), Schweizer Schauspielerin
- Heinimann, Felix (1915–2006), schweizerischer Klassischer Philologe
- Heinimann, Siegfried (1917–1996), Schweizer Romanist

### Heinin
- Heininen, Paavo (1938–2022), finnischer Komponist
- Heining, Peter, deutscher Basketballspieler
- Heininger, Bernhard (* 1958), deutscher katholischer Theologe
- Heininger, Klaus (* 1961), deutscher Kommunalpolitiker

### Heinis
- Heinis, Eduard (1850–1936), Schweizer Politiker (Bauern- und Arbeiterbund (BAB) / SP)
- Heinis, Marco (* 2003), französischer nordischer Kombinierer
- Heinisch, Barbara (* 1944), deutsche Malerin, Performancekünstlerin und AktionskünstlerinBarbara Heinisch (* 1944)

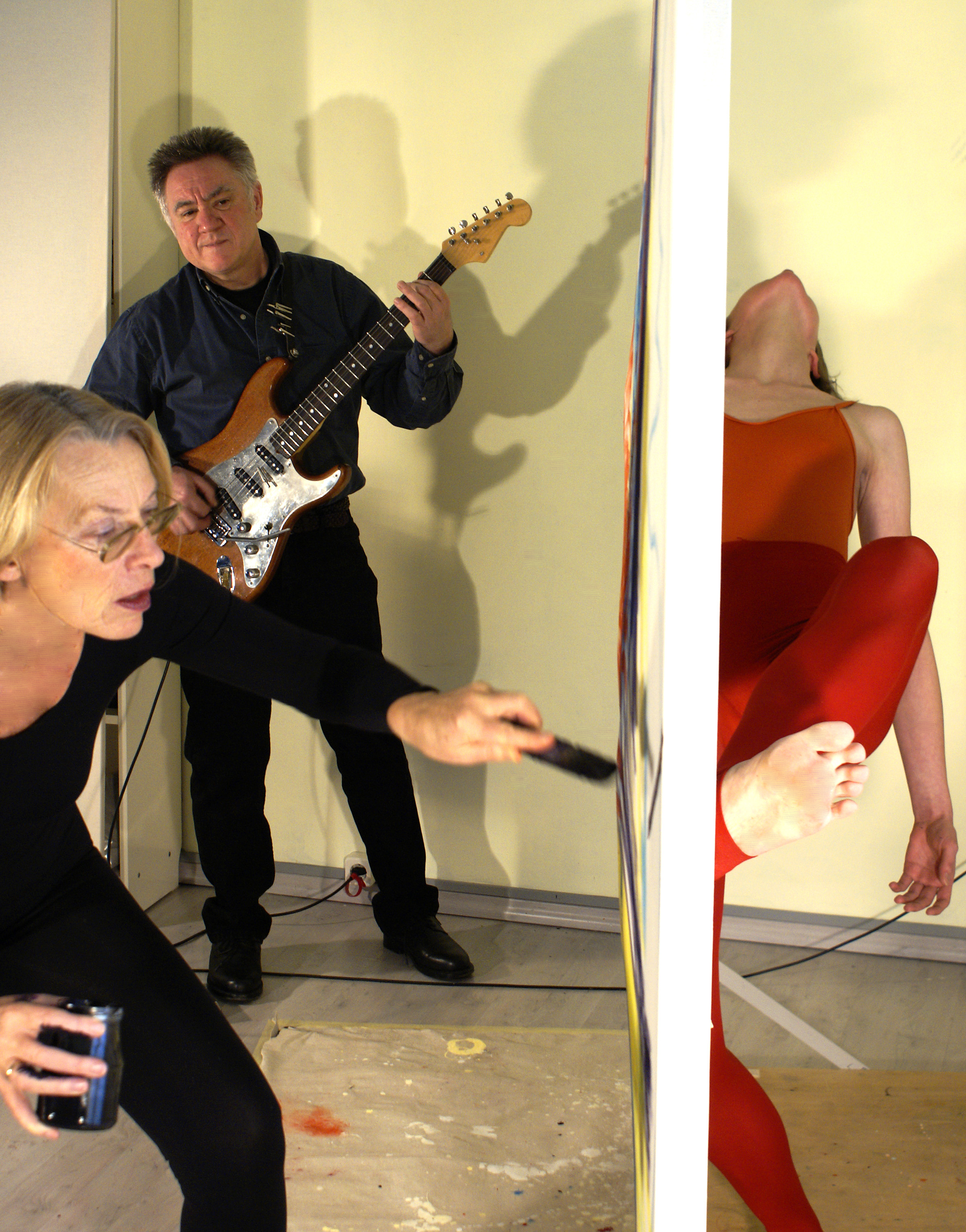
Barbara Heinisch (* 1944)

- Heinisch, Bernhard (* 1985), deutscher Politiker (Freie Wähler), MdL
- Heinisch, Eduard Christoph (1931–1999), österreichischer Lyriker, Prosa-Autor, Satiriker und Journalist
- Heinisch, Florian (* 1990), deutscher Pianist
- Heinisch, Gottfried (1938–2019), österreichischer pharmazeutischer Chemiker
- Heinisch, Gunther (* 1978), deutscher Politiker (Bündnis 90/Die Grünen), MdL
- Heinisch, Gustav (1892–1979), österreichischer Ingenieur und Bergrat
- Heinisch, Heiko (* 1966), in Österreich wirkender Historiker und Autor
- Heinisch, Heinz (* 1964), österreichischer Fußballspieler und Trainer
- Heinisch, Jan (* 1976), deutscher Politiker (CDU), MdL, Staatssekretär
- Heinisch, Karl (1847–1923), deutscher Maler
- Heinisch, Philipp (* 1945), deutscher Maler, Zeichner und Karikaturist
- Heinisch, Reinhard C. (* 1963), österreichischer Politikwissenschaftler und Hochschullehrer
- Heinisch, Reinhard R. (* 1942), deutsch-österreichischer Historiker und emeritierter Hochschulprofessor
- Heinisch, Renate (* 1937), deutsche Politikerin (CDU), MdEP
- Heinisch, Roland (* 1942), deutscher Maschinenbauingenieur, Vorstandsmitglied der Deutschen Bahn AG
- Heinisch, Rudolf (1896–1956), deutscher Maler, Graphiker und Bühnenbildner
- Heinisch, Thomas (* 1968), österreichischer Komponist
- Heinisch, Vanessa, deutsche Lautenistin und Gitarristin
- Heinisch, Victor (1866–1910), deutscher Harfenist und Komponist
- Heinisch-Hosek, Gabriele (* 1961), österreichische Politikerin (SPÖ), Abgeordnete zum Nationalrat und Landesrätin in NiederösterreichGabriele Heinisch-Hosek (* 1961)

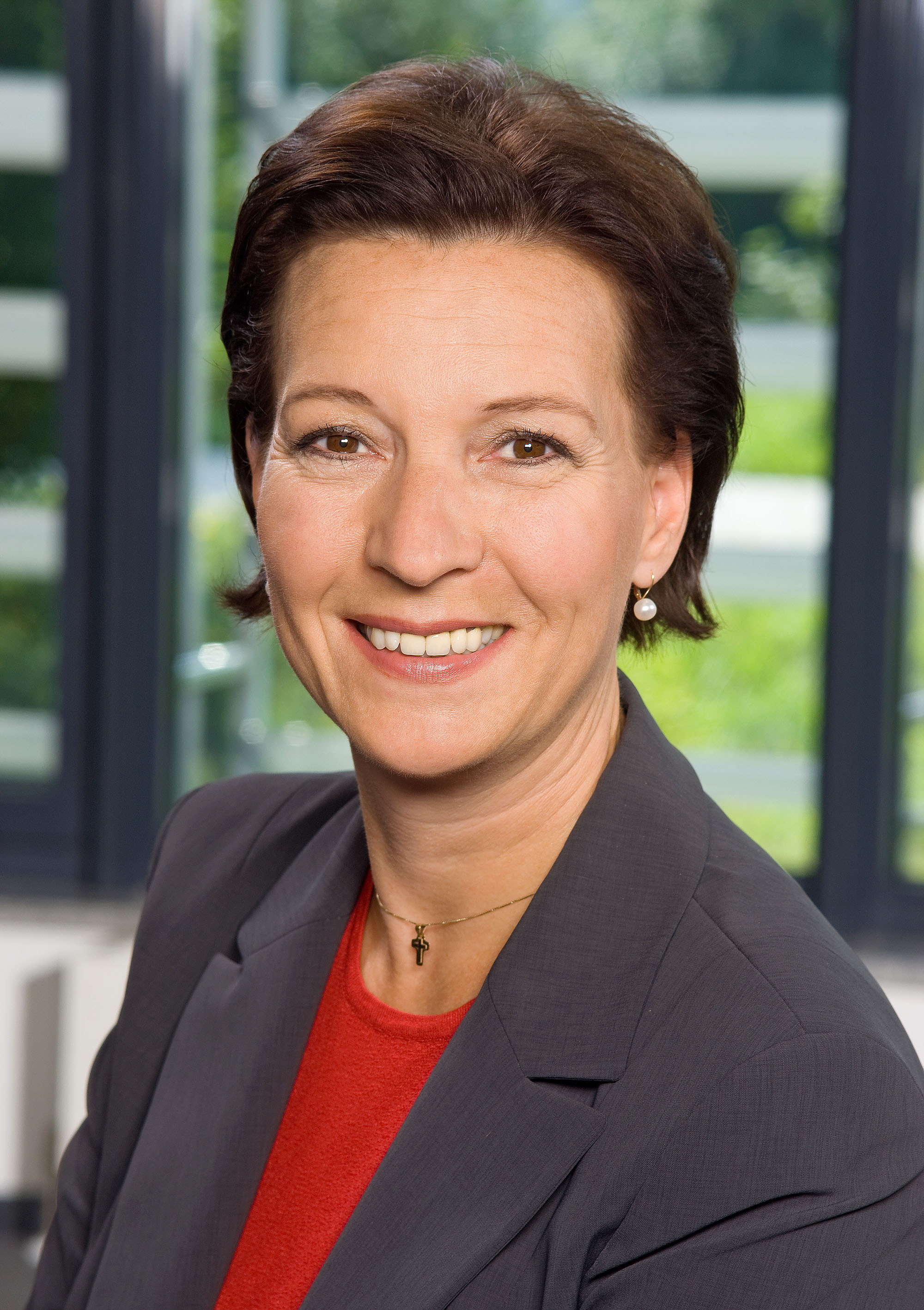
Gabriele Heinisch-Hosek (* 1961)

- Heinisch-Kirch, Michael (* 1964), deutscher Diakon und Bürgerrechtler

### Heinit
- Heinitz, Ernst (1902–1998), deutscher Jurist und Rektor der Freien Universität Berlin
- Heinitz, Johann Gottfried (1712–1790), deutscher Pädagoge und Kirchenlieddichter
- Heinitz, Walter (1915–1987), deutscher Geheimdienstler, Leiter der Ermittlungsabteilung des Ministeriums für Staatssicherheit
- Heinitz, Wilhelm (1883–1963), deutscher Musikwissenschaftler

### Heiniu
- Heinius, Johann Philipp (1688–1775), deutscher Philosoph, Mitglied der Preußischen Akademie der Wissenschaften